# Зомба (град)
Зомба е град в южно Малави. Той е столица на област Зомба. Зомба е бившата столица на Малави. Това е столицата на първо британската Централна Африка, а след това и на протектората Nyasaland преди създаването на Малави през 1964 г. Това е и първата столица на Малави и остава такава до 1974 г., когато Лилонгве става столица. Зомба има население от 105 013 за 2018 г.

## История
Британското колониално минало на града се отразява в архитектурата на по-старите му сгради и домове. Някога Зомба е бил център за емигранти в Малави. Разнообразният му културен микс включва британски производители на тютюн и холандски, германски и американски емисари. Британците създадоха и основно училище „Сър Хари Джонстън“. Клубът Зомба Gymkhana някога е бил фокусът на социалната активност в емигрантската общност. През последните години обаче обликът и репутацията на клуба са в упадък. Клубът Зомба Gymkhana е мястото, където Малави рок Shandy е създаден от главния барман Шадрак през 60-те години. До старата сграда на парламента се намира ботаническата градина, която е създадена от британците, както и голф игрището в центъра на града. На южния вход на града паметникът на африканските пушки на краля е разположен точно до М1.

## Икономика
Зомба е центърът за тютюневите и млечни ферми в околността, който също произвежда ориз, царевица (царевица), риба и иглолистни дървета. Дървесината се добива от близкото плато. В центъра на града може да се намери пазар, където фермери от околните села продават своите продукти, както и дрехи втора употреба и основни потребителски стоки. Също така се продават прясна и сушена риба от езерото Малави и езерото Чилва. Местните супермаркети като Peoples Trading Company, Метро и Shoprite се намират в близост до автогарата. Дузина, предимно индийски и китайски магазини, продават вносни дрехи, електрически уреди, велосипеди и други основни стоки. По протежение на М1 могат да бъдат намерени няколко бензиностанции. Националната банка на Малави, спестовната банка на NBS, Стардантна банка и Opportunity банка International, както и Malawian Post имат клонове в града. Болница Зомба е важен работодател и една от най-големите болници в страната. Централният затвор Зомба е построен през 1935 г. и е единственият затвор с максимална сигурност в Малави.